# 沙因普弗盧格冰原島峰
64°48′S 62°36′W / 64.800°S 62.600°W
沙因普弗盧格冰原島峰（英語：Scheimpflug Nunatak），是南極洲的冰原島峰，位於葛拉漢地的丹科海岸，處於阿爾茨托夫斯基半島的德維爾冰川終點，現時由南極條約體系管理。